# San Pedro Necta
San Pedro Necta – miasto w zachodniej Gwatemali, w departamencie Huehuetenango, około 50 km na zachód od stolicy departamentu, miasta Huehuetenango, oraz około 40 km od granicy państwowej z meksykańskim stanem Chiapas. Miasto leży, w pobliżu Drogi Panamerykańskiej, w górach Sierra Madre de Chiapas na wysokości 1712 m n.p.m.
Według danych szacunkowych w 2012 roku liczba ludności miasta wyniosła 5 329 mieszkańców (najmniejsza pod względem liczby mieszkańców gmina w departamencie Huehuetenango).
Jest siedzibą władz gminy o tej samej nazwie, która w 2012 roku liczyła 5 539 mieszkańców. Gmina jak na warunki Gwatemali jest mała, a jej powierzchnia obejmuje zaledwie 119 km².